# Hans Kaulich
Johann Kaulich (18. Dezember 1894 in Wien – 31. Juli 1966 ebendort) war ein österreichischer Fußballfunktionär und Bundeskapitän.
Hans Kaulich spielte als aktiver Fußballer vor dem Ersten Weltkrieg bei dem damals zweitklassigen Vienna Cricket and Football-Club und arbeitete fortan bis 1926 als Schiedsrichter. Zwischen 1927 und 1931 war er Vorstandsmitglied des Wiener Fußballverbandes sowie 1931 bis 1933 und 1946 und 1948 Vorstandsmitglied des ÖFB. Beruflich arbeitete der Kommerzialrat in dieser Zeit als Lederhändler.
Ab 1951 war Hans Kaulich Obmann des Schiedsrichterausschusses der Staatsliga, ehe der 59-Jährige am 10. Dezember 1954 vom erweiterten Bundesvorstand des ÖFB zum neuen Bundeskapitän bestellt wurde. Bereits am 29. März 1955 trat er nach nur einem Länderspiel wieder aus gesundheitlichen Gründen zurück, als Trainer hatte Josef Molzer in seiner Amtszeit das Nationalteam trainiert.

## ÖFB Länderspiele unter Teamchef Hans Kaulich
Legende
- H = Heimspiel
- A = Auswärtsspiel
- * = Spiel auf neutralem Platz
- − = kein offizielles Länderspiel
- n. V. = nach Verlängerung
- WM = Weltmeisterschaft
- EM = Europameisterschaft
- grüne Hintergrundfarbe = Sieg Österreichs
- gelbe Hintergrundfarbe = Unentschieden
- rote Hintergrundfarbe = Niederlage

| Spiele | Siege | Remis | Niederlagen | Tore | TD |
| ------ | ----- | ----- | ----------- | ---- | -- |
| 1      | 0     | 0     | 1           | 2:3  | −1 |

| Nr. | Datum      | Ergebnis | Gegner           |   | Austragungsort | Anlass                | Bemerkung                               |
| --- | ---------- | -------- | ---------------- | - | -------------- | --------------------- | --------------------------------------- |
| 258 | 27.03.1955 | 2:3      | Tschechoslowakei | A | Brünn (TCH)    | Europapokal 1955–1960 | Einziges Länderspiel unter Hans Kaulich |